# Непосредственное действие
«Непосредственное действие» — документальный фильм режиссёров Гийома Кайо и Бена Рассела, премьера которого состоялась в феврале 2024 года на 74-м Берлинском кинофестивале. Картина была признана лучшей в рамках программы Encounters.

## Сюжет
Фильм рассказывает об одной из самых известных групп активистов во Франции. Это сельская община из 150 человек, которая в 2018 году сопротивлялась проекту строительства международного аэропорта, создала зону самоуправления (2012—2018), пережила несколько попыток выселения, а в 2021 году инициировала новое экологическое движение. В фильме используется метод сотрудничества и погружения, чтобы запечатлеть повседневную жизнь людей, которых власти считают «экотеррористами».

## Релиз и восприятие
Премьера картины состоялась в феврале 2024 года на 74-м Берлинском кинофестивале. «Непосредственное действие» было признано лучшим фильмом в рамках программы Encounters. Его покажут и на Парижском кинофестивале, который будет проходить с 22 по 31 марта.
Рецензент Cineuropa Фабьен Лемерсье назвал фильм «гипнотическим», хотя и требующим зрительского терпения из-за хронометража. По мнению Лемерсье, «Непосредственное действие» — «это прежде всего оригинальный художественный жест, который идеально соответствует своей тематике, подобно наблюдателю, создающему свое собственное пространство-время».